# 待ちこがれし喜びの光
『待ちこがれし喜びの光』（まちこがれしよろこびのひかり、Erwünschtes Freudenlicht）BWV184は、ヨハン・ゼバスティアン・バッハが1724年5月30日の聖霊降臨祭3日目の礼拝のために改作した教会カンタータ。全6曲からなり、世俗カンタータを原曲としたパロディカンタータの一つである。

## 概要
トーマス教会に残された初演時のパート譜と、弟子のクリストフ・ニヒェルマンによる1731年の再演用総譜のコピーで伝承されている。原曲はケーテン時代に作曲した喪失カンタータで、パート譜の一部が残るのみで復元不能。ケーテンで世俗カンタータを演奏できる機会は、1月1日の元旦祝賀会か12月10日のレオポルト侯誕生日に限定されるため、パート譜断片から見るに1721年のいずれかと推定されている。
ライプツィヒでは降誕祭・復活祭・聖霊降臨祭は3日連続で礼拝が行われるため、1724年の該当日の作品制作を省力化するため、バッハはパロディで乗り切ろうとした。聖霊降臨祭初日はヴァイマル時代に作曲した172番の再演、中日は同じくケーテン時代の世俗カンタータのパロディ『高められし血肉よ』(Erhöhtes Fleisch und Blut)BWV173で乗り切っている。従って、合唱はラスト2曲のみ、楽器編成もレギュラーの弦楽器と通奏低音のほかは、簡単なフラウト・トラヴェルソ（フルート）2本に絞り、演奏者の練習時間や人数の負担を極力抑えた編成となっている。
聖霊降臨祭最終日の礼拝では、ヨハネ福音書第10章1-11節の「わたしは羊の門である」を骨子とする説教が展開される。救いを求める人々を羊に喩え、イエスが羊を導く門や羊飼に投影した福音を下敷きとする。それを受けて、バッハが残した2曲の当日用カンタータ(BWV184とBWV175)は、いずれも羊の群れと羊飼いを暗示する牧歌的な曲調に満ちている。それを受けて、イエスを慕う羊達の幸いと安寧をテキストにこめてある。ただしテキストの作者は不明である。
前述のとおり、この曲は世俗カンタータからのパロディである。しかし、終曲は9年後に世俗カンタータ213番「岐路に立つヘラクレス」の終曲として三度目の披露を果たした。18-19世紀のバッハ観では「教会カンタータこそ聖なるもの。世俗カンタータから教会カンタータへのパロディは、俗から聖への清めの儀式である」というスタンスを取っていた。しかし、一度教会カンタータに転用された曲が再び世俗カンタータに戻った例として取り上げられたことにより、旧来の世俗カンタータ観を揺るがせた。

### 第1曲 レチタティーヴォ『待ちこがれし喜びの光』(Erwünschtes Freudenlicht)
テノール・フルート2・通奏低音
世俗時代の名残か、フルート2本が3度または6度進行で絶えず鳴り渡る中、テノールが長大なレチタティーヴォを語る。喜びの光、つまり迷える羊の群れを導くイエスを讃えている。その朗誦はほぼ一定の落ち着いた調子で、羊飼いの降臨を喜ぶくだり、羊飼いの全能を讃え帰依するくだり、死の恐怖の払拭を祈念し安らかな死を希求するくだりからなる。安らかな永眠をこいねがう局面だけは、フルートの音色も止まり、通奏低音が歌うアリオーソに変わる。

### 第2曲 二重唱『祝福さるるべし、キリスト者よ』(Gesegnete Christen)
ソプラノ・アルト・フルート2・弦楽器・通奏低音、ト長調、3/8拍子
わずか3行の詩ながら、ダ・カーポと反復のために実際の演奏時間は8分を超える。第1ヴァイオリンとフルートはユニゾンでパストラーレのリズムを展開していく。そのメロディの末尾は走句をまとう。ソプラノとアルトは声を揃え、和声を織り成しながら祝福されたキリスト者の一員であることを喜ぶ。丁々発止の掛け合いをあえて封印した息のあった二重唱は、歌詞に盛り込まれた「わが傍らに立つイエス」の具現化であろうか。世の誘惑を笑い、魂の満足に浸る中間部では、穏やかな両端部とは異なる暗く厳しい曲調に変化する。

### 第3曲 レチタティーヴォ『さればわれら喜ぶべし』(So freuet euch)
テノール・通奏低音
明るい和音に乗せて、テノールは魂を祝福する。すぐにイエスの受難とは何か謎解きに入る。ユダの英雄、ダビデの末裔として賞賛するが、磔刑とともに悪を滅ぼしたことを告げると、和音も語りも厳しくなる。その結果人々が得た喜びを語り出すと、再び明るい曲調が帰ってくる。地上を牧場になぞらえ、天上の喜びを望む声はアリオーソへ変わって躍動する。

### 第4曲 アリア『すでに幸いと祝福あり』(Glück und Segen sind bereit)
テノール・ヴァイオリン・通奏低音、ロ短調、3/4拍子
ヴァイオリンのソロが紡ぐポロネーズの旋律を受けて、テノールがイエスとの絆を喜ぶ歌を奏でるダ・カーポのアリア。全曲を通じてヴァイオリンのメロディを反復し、それを継承したテノールが様々に展開して飾っていく。短調ながら穏やかな曲調が続き、幸いと祝福の成就を宣言する。一方、中間部ではイエスの業を讃えるべく厳格なリズムでそれを強調する。

### 第5曲 コラール『主よ、しかとわれら望むなり』(Herr, ich hoff je)
合唱・フルート2・弦楽器・通奏低音、ニ長調、4/4拍子
マルティン・ルターの理解者であったヴィッテンベルク市参議アナルク・フォン・ヴィルデンフェルスのコラール『おお主なる神よ、汝の聖なる御言葉は』の第8節を和声づけしたもの。福音によって信仰を深めた信者の願いとして、見捨てることなく喜ばしき最期を賜るよう、主にこいねがうものである。

### 第6曲 合唱『善き羊飼いよ』(Gute Hirte)
ソプラノ・バス・合唱・フルート2・弦楽器・通奏低音、ト長調、2/2拍子
この曲はコラールでは閉じない。ガヴォットの讃歌がフィナーレを飾る。全楽器のイントロ主題を合唱が両端部として継承し、その中間にソプラノとバスによるイエス頌がはさまれている。この曲こそ、冒頭に述べた「宗教カンタータから世俗カンタータに再生された」曲である。原曲断片を検討すると、原曲は全編二重唱の曲で、両端の合唱パートは原曲には存在せず、本稿の宗教曲で初めて追記されたものと推測される。これは原曲から直接213番に編曲された可能性を否定するもので、184番が明らかに213番の原曲であることを示唆している。ただし、213番では中間二重唱はバスの独唱に変更されている。